# Powhatan Ellis
Powhatan Ellis (Amherst megye, 1790. január 17. – Richmond, 1863. március 18.) az Amerikai Egyesült Államok szenátora (Mississippi, 1825–1826 és 1827–1832).